# Загорье (Слуцкий район)
Загорье — деревня в Бокшицком сельсовете Слуцкого района Минской области Республики Беларусь.

## История
Деревня была основана после ВОВ. После распада СССР Загорье стало частью независимой Беларуси.

## Население
По данным переписи населения Беларуси за 2009 год население деревни Загорье Слуцкого района составляет 18 человек.

## География
Расстояние от села Загорье до города Слуцка составляет 6 километров, а по трассе Слуцк — Минск расстояние составляет 8 километров.
Расстояние от села Загорье до города Минска составляет 91 километр, а по трассе Слуцк — Минск 99 километров.